# Kobilica (ladja)
Kobilica (ali gredelj) je pri ladjah najbolj spodnji vzdolžni strukturni element. Je gred, ki zagotavlja trdnost in stabilnost trupa ladje. Na nekaterih jadrnicah ima lahko tudi hidrodinamične in protiutežne namene. Položitev kobilice po angloameriški ladjedelniški tradiciji običajno zaznamuje uradni začetek gradnje ladje.
Strukturni gredelj poteka vzdolž po sredini ladje, od premca do krme. Pogosto je prvi del ladje, ki je zgrajen. Velike sodobne ladje so pogosto izdelane iz več predizdelanih celih delov trupa in nimajo enega gredlja.
Hidrodinamični gredelj obstaja predvsem na jadrnicah zaradi interakcij z vodo. Fiksni hidrodinamični gredlji imajo strukturno moč, ki podpira težo ladje.